# Foszfol
A foszfol szerves vegyület, a pirrol foszfortartalmú analógja, kémiai képlete C4H4PH. A foszfol megnevezéssel az alap heterociklusos vegyület szubsztituált származékaira is utalhatnak. Ezek a vegyületek elméleti szempontból érdekesek, de átmenetifémek ligandumaként és bonyolultabb foszfororganikus vegyületek prekurzoraként is szolgálnak.

## Szerkezet, kötésrendszer
A hasonló 5-tagú heterociklusos pirrollal, tiofénnel, furánnal ellentétben a foszfolok aromássága csökkent mértékű, ami tükrözi a foszfor azon tulajdonságát, hogy nemkötő elektronpárja nehezen delokalizálódik. Ezen különbség fő jele a foszfor piramidalizációja. Az aromásság hiányát a foszfolok reakciókészsége is mutatja.

## Előállítása
A foszfol alapvegyületet először 1983-ban írták le. Lítium-foszfolid alacsony hőmérsékletű protonálásával állították elő. A pentafenilfoszfolról 1953-ban számoltak be. A foszfolok előállításának egyik lehetősége a McCormack-reakció, melynek során egy 1,3-dién addícionál foszfin-kloridra (RPCl2), majd dehidrohalogéneződik. Fenilfoszfolok nyerhetőek cirkonaciklopentadiénekből PhPCl2-nal végzett reakcióval.

## Reakciókészség
A szekunder – P−H kötést tartalmazó – foszfolok viselkedését ennek a csoportnak a reakciókészsége határozza meg. A szubsztituálatlan foszfol könnyen átrendeződik: a P-ról a H a 2-es szénatomra vándorol, majd a molekula dimerizálódik.
A foszfolok többsége tercier, jellemzően P-metil-vagy P-fenil vegyület. Ezek nem aromás volta reakciókészségükben nyilvánul meg, de a P−C kötések nem reagálnak. Például elektrofil alkinekkel Diels–Alder-reakcióba lépnek. Bennük a foszforatom bázisos, ligandumként szolgál.
A 2,5-difenil-foszfolok funkcionalizálása deprotonálással, majd azt követő P-acilezéssel történhet, ekkor az 1H, 2H, 3H foszfolid egyensúly az acilcsoport 1:3 vándorlását okozza. β-funkcionális foszfabenzolok (foszfininek vagy foszforinek) is készíthetők imidoil-kloriddal történő funkcionalizálás és beékelési reakció révén.

## Fordítás
Ez a szócikk részben vagy egészben  a   Phosphole című angol Wikipédia-szócikk ezen változatának fordításán alapul.  Az eredeti cikk szerkesztőit annak laptörténete sorolja fel. Ez a jelzés csupán a megfogalmazás eredetét és a szerzői jogokat jelzi, nem szolgál a cikkben szereplő információk forrásmegjelöléseként.